# Montbazens
Montbazens (mɔ̃.ba.zɛ̃) est une commune française située dans le département de l'Aveyron en région Occitanie.

## Géographie

### Communes limitrophes
Les communes limitrophes sont Galgan, Lugan, Roussennac, Valzergues et Vaureilles.

### Hydrographie

#### Réseau hydrographique

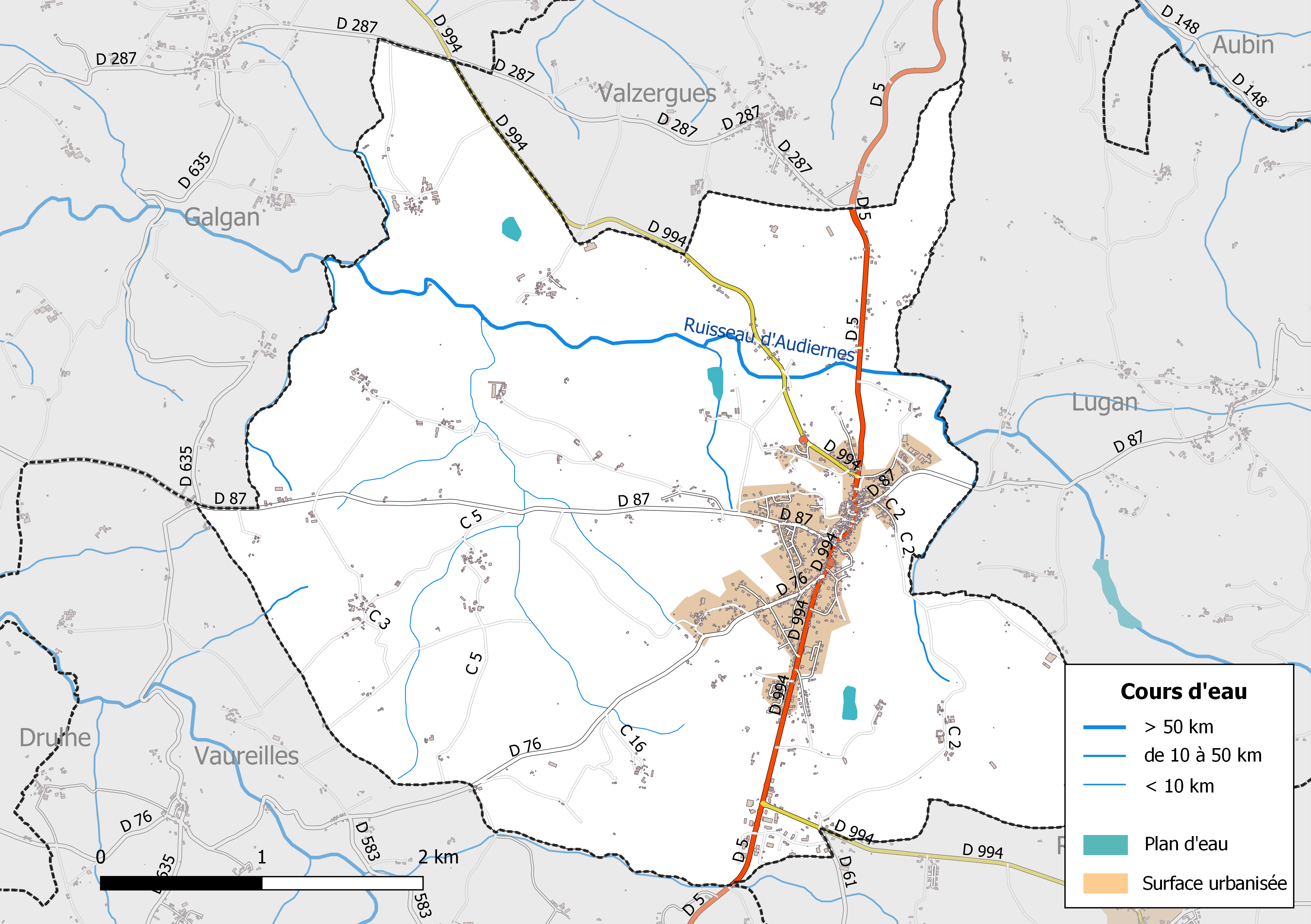
Réseaux hydrographique et routier de Montbazens.

La commune est drainée par le Ruisseau d'Audiernes et par divers petits cours d'eau.
Le Ruisseau d'Audiernes, d'une longueur totale de 18,4 km, prend sa source dans la commune de Lugan et se jette  dans la Diège  à Sonnac, après avoir arrosé 6 communes.

#### Gestion des cours d'eau
La gestion des cours d’eau situés dans le bassin de l’Aveyron est assurée par l’établissement public d'aménagement et de gestion des eaux (EPAGE) Aveyron amont, créé le 1er janvier 2017, en remplacement du syndicat mixte du bassin versant Aveyron amont,,.

### Climat
Pour des articles plus généraux, voir Climat de l'Occitanie et Climat de l'Aveyron.
En 2010, le climat de la commune est de type climat océanique altéré, selon une étude s'appuyant sur une série de données couvrant la période 1971-2000. En 2020, Météo-France publie une typologie des climats de la France métropolitaine dans laquelle la commune est exposée à un climat de montagne et est dans une zone de transition entre les régions climatiques « Ouest et nord-ouest du Massif Central » et « Sud-est du Massif Central ».
Pour la période 1971-2000, la température annuelle moyenne est de 11,4 °C, avec une amplitude thermique annuelle de 15,6 °C. Le cumul annuel moyen de précipitations est de 1 054 mm, avec 11,4 jours de précipitations en janvier et 6,7 jours en juillet. Pour la période 1991-2020, la température moyenne annuelle observée sur la station météorologique la plus proche, située sur la commune du Bas Ségala à 17 km à vol d'oiseau, est de 12,4 °C et le cumul annuel moyen de précipitations est de 1 062,4 mm,. Pour l'avenir, les paramètres climatiques de la commune estimés pour 2050 selon différents scénarios d'émission de gaz à effet de serre sont consultables sur un site dédié publié par Météo-France en novembre 2022.

### Milieux naturels et biodiversité
Aucun espace naturel présentant un intérêt patrimonial n'est recensé sur la commune dans l'inventaire national du patrimoine naturel,,.

## Urbanisme

### Typologie
Au 1er janvier 2024, Montbazens est catégorisée bourg rural, selon la nouvelle grille communale de densité à 7 niveaux définie par l'Insee en 2022.
Elle est située hors unité urbaine et hors attraction des villes,.

### Occupation des sols

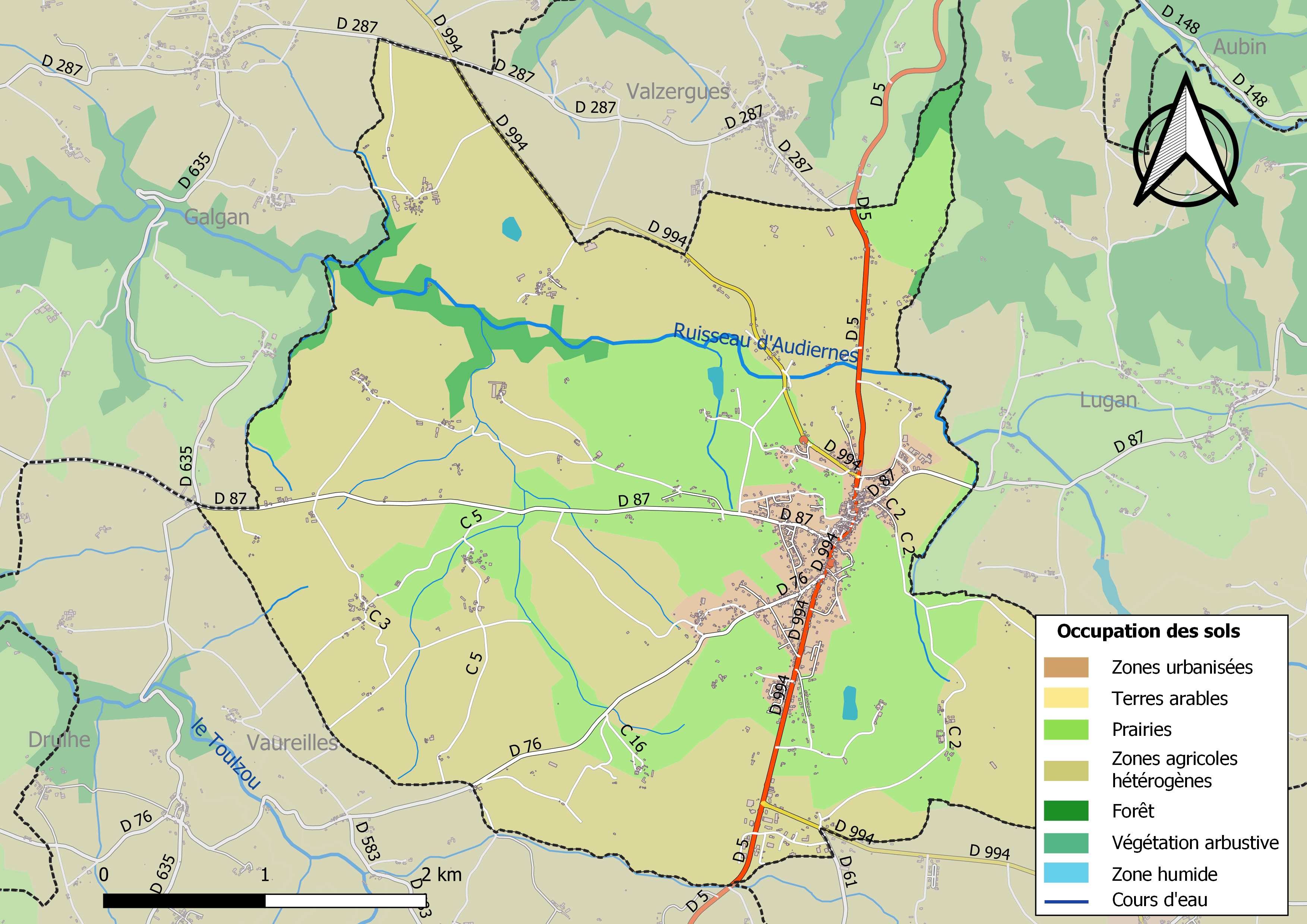
Infrastructures et occupation des sols de la commune de Montbazens.

L'occupation des sols de la commune, telle qu'elle ressort de la base de données européenne d’occupation biophysique des sols Corine Land Cover (CLC), est marquée par l'importance des territoires agricoles (91,6 % en 2018), en diminution par rapport à 1990 (94 %). La répartition détaillée en 2018 est la suivante : 
zones agricoles hétérogènes (64,8 %), prairies (26,8 %), zones urbanisées (5,6 %), forêts (2,8 %).

### Planification
La loi SRU du 13 décembre 2000 a incité fortement les communes à se regrouper au sein d’un établissement public, pour déterminer les partis d’aménagement de l’espace au sein d’un SCoT, un document essentiel d’orientation stratégique des politiques publiques à une grande échelle. La commune est dans le territoire du SCoT du Centre Ouest Aveyron  approuvé en février 2020. La structure porteuse est le Pôle d'équilibre territorial et rural Centre Ouest Aveyron, qui associe neuf EPCI, notamment la communauté de communes du Plateau de Montbazens, dont la commune est membre.
La commune disposait en 2017 d'un plan local d'urbanisme en révision. Le zonage réglementaire et le règlement associé peuvent être consultés sur le Géoportail de l'urbanisme.

### Risques majeurs
Le territoire de la commune de Montbazens est vulnérable à différents aléas naturels : climatiques (hiver exceptionnel ou canicule), feux de forêts et séisme (sismicité très faible).
Il est également exposé à un risque technologique, le transport de matières dangereuses, et à un risque particulier, le risque radon,.

#### Risques naturels
Le Plan départemental de protection des forêts contre les incendies découpe le département de l’Aveyron en sept « bassins de risque » et définit une sensibilité des communes à l’aléa feux de forêt (de faible à très forte). La commune est classée en sensibilité faible.
Les mouvements de terrains susceptibles de se produire sur la commune sont soit des mouvements liés au retrait-gonflement des argiles, soit des effondrements liés à des cavités souterraines. Le phénomène de retrait-gonflement des argiles est la conséquence d'un changement d'humidité des sols argileux. Les argiles sont capables de fixer l'eau disponible mais aussi de la perdre en se rétractant en cas de sécheresse. Ce phénomène peut provoquer des dégâts très importants sur les constructions (fissures, déformations des ouvertures) pouvant rendre inhabitables certains locaux. La carte de zonage de cet aléa peut être consultée sur le site de l'observatoire national des risques naturels Géorisques. Une autre carte permet de prendre connaissance des cavités souterraines localisées sur la commune,.

#### Risques technologiques
Le risque de transport de matières dangereuses sur la commune est lié à sa traversée par une route à fort trafic et une canalisation de transport de gaz. Un accident se produisant sur de telles infrastructures est en effet susceptible d’avoir des effets graves au bâti ou aux personnes jusqu’à 350 m, selon la nature du matériau transporté. Des dispositions d’urbanisme peuvent être préconisées en conséquence.

#### Risque particulier
Dans plusieurs parties du territoire national, le radon, accumulé dans certains logements ou autres locaux, peut constituer une source significative d’exposition de la population aux rayonnements ionisants. Toutes les communes du département sont concernées par le risque radon à un niveau plus ou moins élevé. Selon le dossier départemental des risques majeurs du département établi en 2013, la commune de Montbazens est classée à risque moyen à élevé. Un décret du 4 juin 2018 a modifié la terminologie du zonage définie dans le code de la santé publique et a été complété par un arrêté du 27 juin 2018 portant délimitation des zones à potentiel radon du territoire français. La commune est désormais en zone 3, à savoir zone à potentiel radon significatif.

## Histoire

### Préhistoire
Des outils datant du néolithique (de 5000 à 2500 ans avant J.C.) ont été retrouvés au lieu-dit Le Causse et déposés dans les collections départementales du musée Fenaille. Ils témoignent de l'existence d'un habitat dès la préhistoire.

### Période gallo-romaine
Des vestiges archéologiques proches du hameau de Montfalgous ainsi qu'aux abords de l'actuel cimetière témoignent de l'existence d'un habitat gallo-romain.

### Moyen-Âge
La première localité s'appelait « Ville Longue » et son église, dédiée à saint Jacques, était rattachée à la cathédrale de Rodez.

## Politique et administration

### Découpage territorial
La commune de Montbazens est membre de la communauté de communes du Plateau de Montbazens, un établissement public de coopération intercommunale (EPCI) à fiscalité propre créé le 31 décembre 1996 dont le siège est à Montbazens. Ce dernier est par ailleurs membre d'autres groupements intercommunaux.
Sur le plan administratif, elle est rattachée à l'arrondissement de Villefranche-de-Rouergue, au département de l'Aveyron et à la région Occitanie. Sur le plan électoral, elle dépend du  canton de Lot et Montbazinois pour l'élection des conseillers départementaux, depuis le redécoupage cantonal de 2014 entré en vigueur en 2015, et de la deuxième circonscription de l'Aveyron  pour les élections législatives, depuis le dernier découpage électoral de 2010.

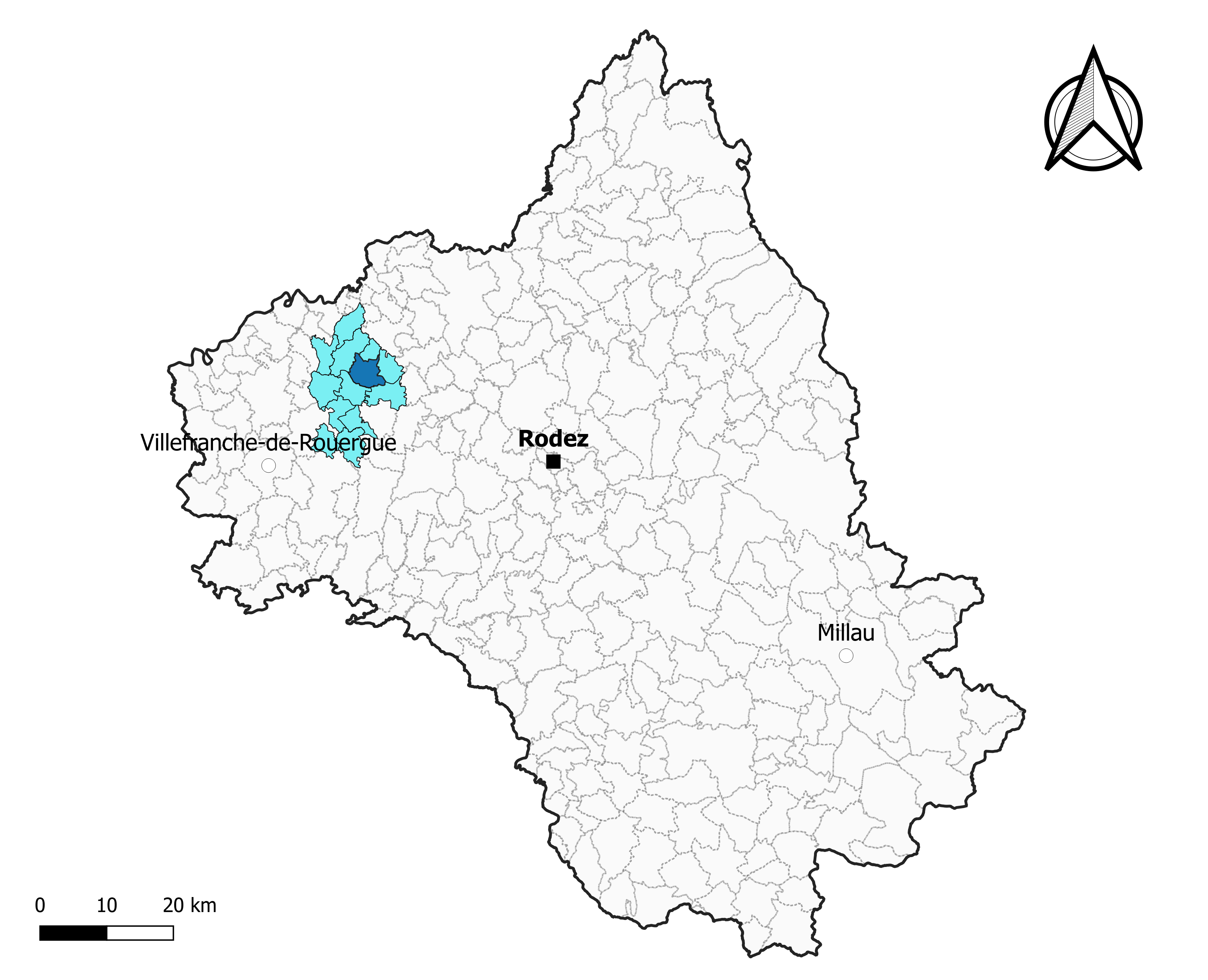
Montbazens dans l'intercommunalité en 2020.
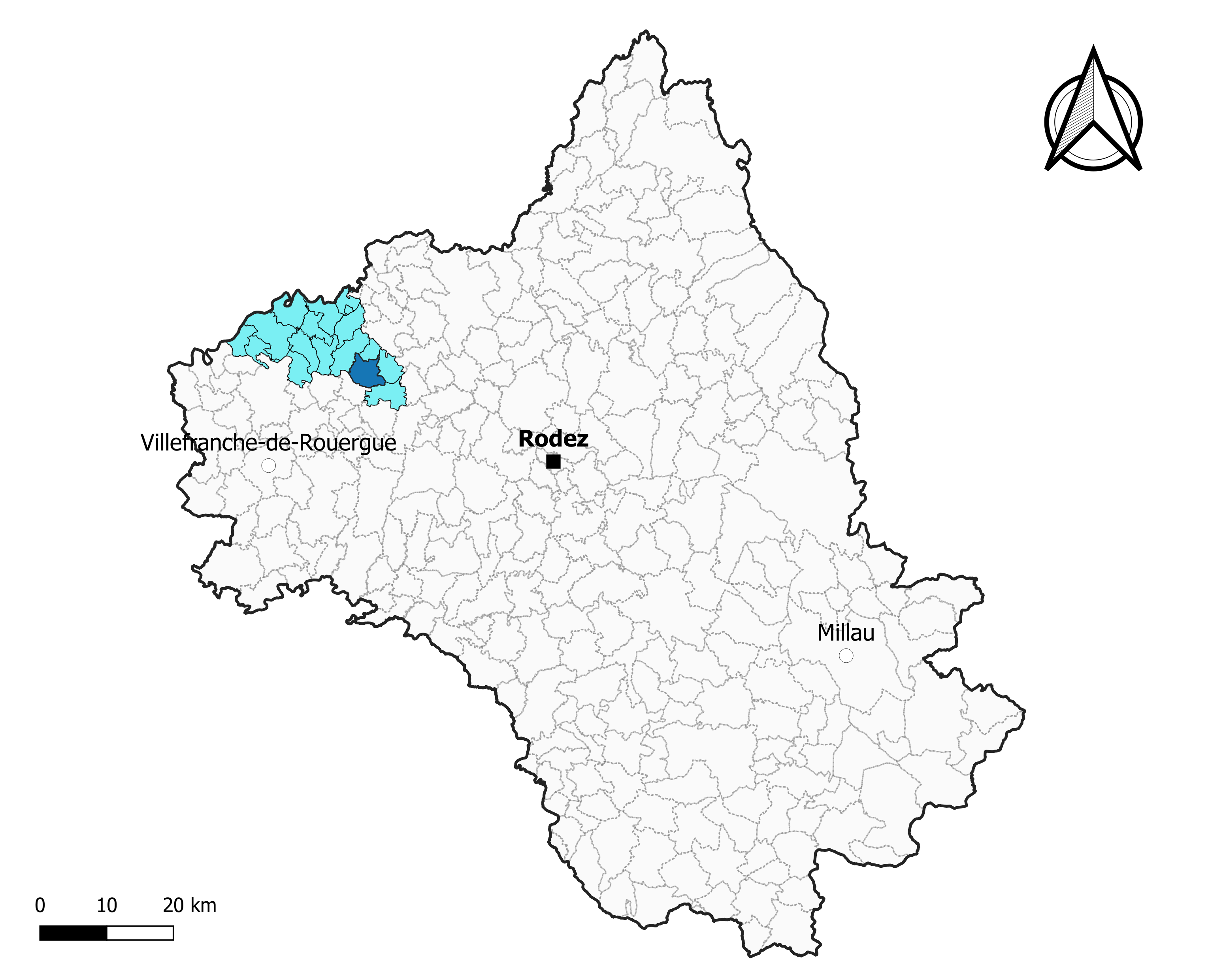
Montbazens dans le canton de Lot et Montbazinois en 2020.
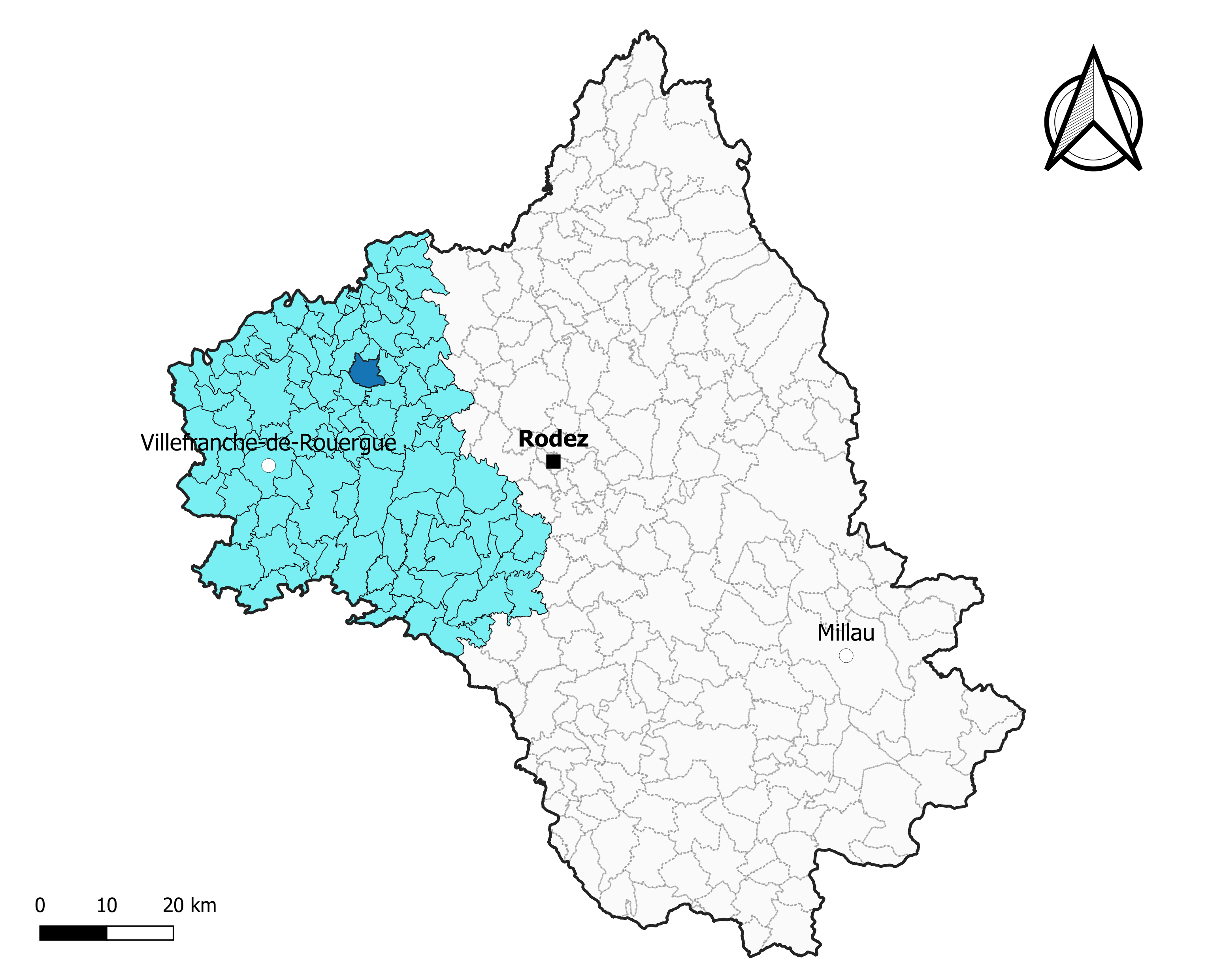
Montbazens dans l'arrondissement de Villefranche-de-Rouergue en 2020.

### Élections municipales et communautaires

#### Élections de 2020
Le conseil municipal de Montbazens, commune de plus de 1 000 habitants, est élu au scrutin proportionnel de liste à deux tours (sans aucune modification possible de la liste), pour un mandat de six ans renouvelable. Compte tenu de la population communale, le nombre de sièges à pourvoir lors des élections municipales de 2020 est de 15. Les quinze conseillers municipaux sont élus au premier tour avec un taux de participation de 38,95 %, issus de la seule liste candidate, conduite par Jacques Molières. Jacques Molières, maire sortant, est réélu pour un nouveau mandat le 26 mai 2020.
Les six sièges attribués à la commune au sein du conseil communautaire de la communauté de communes du Plateau de Montbazens sont alloués à la liste de Jacques Molières.

#### Liste des maires
| Période   | Période  | Identité          | Étiquette | Qualité                                                                      |
| --------- | -------- | ----------------- | --------- | ---------------------------------------------------------------------------- |
| 1946      | 1971     | Marius Garric     |           | Conseiller général (1946-1949)                                               |
| 1971      | 2008     | Maurice Ginestet  | PRG       |                                                                              |
| 2008      | 2014     | Claude Catalan    | PG        | Ancien conseiller général (1998-2004)                                        |
| mars 2014 | En cours | Jacques Molieres, |           | Agriculteur sur moyenne exploitation, Président de la Communauté de communes |

## Démographie
L'évolution du nombre d'habitants est connue à travers les recensements de la population effectués dans la commune depuis 1793. Pour les communes de moins de 10 000 habitants, une enquête de recensement portant sur toute la population est réalisée tous les cinq ans, les populations de référence des années intermédiaires étant quant à elles estimées par interpolation ou extrapolation. Pour la commune, le premier recensement exhaustif entrant dans le cadre du nouveau dispositif a été réalisé en 2005.

En 2022, la commune comptait 1 444 habitants, en évolution de +3,66 % par rapport à 2016 (Aveyron : +0,37 %, France hors Mayotte : +2,11 %).
| 1793 | 1800  | 1806  | 1821  | 1831  | 1836  | 1841  | 1846  | 1851  |
| ---- | ----- | ----- | ----- | ----- | ----- | ----- | ----- | ----- |
| 865  | 1 026 | 2 237 | 2 420 | 2 717 | 2 648 | 2 893 | 1 371 | 1 393 |

| 1856  | 1861  | 1866  | 1872  | 1876  | 1881  | 1886  | 1891  | 1896  |
| ----- | ----- | ----- | ----- | ----- | ----- | ----- | ----- | ----- |
| 1 361 | 1 423 | 1 480 | 1 579 | 1 604 | 1 640 | 1 525 | 1 606 | 1 538 |

| 1901  | 1906  | 1911  | 1921  | 1926  | 1931  | 1936  | 1946  | 1954  |
| ----- | ----- | ----- | ----- | ----- | ----- | ----- | ----- | ----- |
| 1 524 | 1 508 | 1 510 | 1 447 | 1 442 | 1 403 | 1 334 | 1 119 | 1 169 |

| 1962  | 1968  | 1975  | 1982  | 1990  | 1999  | 2005  | 2006  | 2010  |
| ----- | ----- | ----- | ----- | ----- | ----- | ----- | ----- | ----- |
| 1 239 | 1 171 | 1 313 | 1 424 | 1 389 | 1 315 | 1 311 | 1 321 | 1 407 |

| 2015  | 2020  | 2022  | - | - | - | - | - | - |
| ----- | ----- | ----- | - | - | - | - | - | - |
| 1 401 | 1 417 | 1 444 | - | - | - | - | - | - |

## Économie

### Revenus
En 2018  (données Insee publiées en septembre 2021), la commune compte 622 ménages fiscaux, regroupant 1 315 personnes. La médiane du revenu disponible par unité de consommation est de 20 950 € (20 640 € dans le département).

### Emploi
| Division       | 2008  | 2013  | 2018  |
| -------------- | ----- | ----- | ----- |
| Commune        | 5,7 % | 6,3 % | 7,5 % |
| Département    | 5,4 % | 7,1 % | 7,1 % |
| France entière | 8,3 % | 10 %  | 10 %  |

En 2018, la population âgée de 15 à 64 ans s'élève à 693 personnes, parmi lesquelles on compte 78,3 % d'actifs (70,8 % ayant un emploi et 7,5 % de chômeurs) et 21,7 % d'inactifs,. Depuis 2008, le taux de chômage communal (au sens du recensement) des 15-64 ans est supérieur à celui du département, mais inférieur à celui de la France.
La commune est hors attraction des villes,. Elle compte 529 emplois en 2018, contre 556 en 2013 et 570 en 2008. Le nombre d'actifs ayant un emploi résidant dans la commune est de 504, soit un indicateur de concentration d'emploi de 104,8 % et un taux d'activité parmi les 15 ans ou plus de 47,9 %.
Sur ces 504 actifs de 15 ans ou plus ayant un emploi, 170 travaillent dans la commune, soit 34 % des habitants. Pour se rendre au travail, 87,3 % des habitants utilisent un véhicule personnel ou de fonction à quatre roues, 0,6 % les transports en commun, 6,5 % s'y rendent en deux-roues, à vélo ou à pied et 5,7 % n'ont pas besoin de transport (travail au domicile).

### Activités hors agriculture

#### Secteurs d'activités
144 établissements sont implantés  à Montbazens au 31 décembre 2019. Le tableau ci-dessous en détaille le nombre par secteur d'activité et compare les ratios avec ceux du département,.
| Secteur d'activité                                                                                        | Commune | Commune | Département |
| Secteur d'activité                                                                                        | Nombre  | %       | %           |
| --- | ------- | ------- | ----------- |
| Ensemble                                                                                                  | 144     |         |             |
| Industrie manufacturière, industries extractives et autres                                                | 16      | 11,1 %  | (17,7 %)    |
| Construction                                                                                              | 20      | 13,9 %  | (13 %)      |
| Commerce de gros et de détail, transports, hébergement et restauration                                    | 43      | 29,9 %  | (27,5 %)    |
| Activités financières et d'assurance                                                                      | 9       | 6,3 %   | (3,4 %)     |
| Activités immobilières                                                                                    | 4       | 2,8 %   | (4,2 %)     |
| Activités spécialisées, scientifiques et techniques et activités de services administratifs et de soutien | 18      | 12,5 %  | (12,4 %)    |
| Administration publique, enseignement, santé humaine et action sociale                                    | 23      | 16 %    | (12,7 %)    |
| Autres activités de services                                                                              | 11      | 7,6 %   | (7,8 %)     |

Le secteur du commerce de gros et de détail, des transports, de l'hébergement et de la restauration est prépondérant sur la commune puisqu'il représente 29,9 % du nombre total d'établissements de la commune (43 sur les 144 entreprises implantées  à Montbazens), contre 27,5 % au niveau départemental.

#### Entreprises
Les cinq entreprises ayant leur siège social sur le territoire communal qui génèrent le plus de chiffre d'affaires en 2020 sont : 
- SARL Montbadis, supermarchés (5 701 k€) ;
- Societe Regionale De Travaux Publics SARL, construction de réseaux pour fluides (2 302 k€) ;
- SARL Calvet Bouscal, commerce de détail de viandes et de produits à base de viande en magasin spécialisé (1 678 k€) ;
- SARL Recoules Antony, boulangerie et boulangerie-pâtisserie (502 k€) ;
- Duquenne Immobilier, activités des marchands de biens immobiliers (133 k€).

### Agriculture
La commune est dans le Segala, une petite région agricole occupant l'ouest du département de l'Aveyron. En 2020, l'orientation technico-économique de l'agriculture  sur la commune est l'élevage bovin, orientation mixte lait et viande.
|               | 1988  | 2000  | 2010  | 2020  |
| ------------- | ----- | ----- | ----- | ----- |
| Exploitations | 73    | 49    | 37    | 33    |
| SAU (ha)      | 1 384 | 1 346 | 1 304 | 1 368 |

Le nombre d'exploitations agricoles en activité et ayant leur siège dans la commune est passé de 73 lors du recensement agricole de 1988  à 49 en 2000 puis à 37 en 2010 et enfin à 33 en 2020, soit une baisse de 55 % en 32 ans. Le même mouvement est observé à l'échelle du département qui a perdu pendant cette période 51 % de ses exploitations,. La surface agricole utilisée sur la commune a également diminué, passant de 1 384 ha en 1988 à 1 368 ha en 2020. Parallèlement la surface agricole utilisée moyenne par exploitation a augmenté, passant de 19 à 41 ha.

## Culture et patrimoine

### Lieux et monuments
- Ancien logis du Prieur, devenu Mairie. Il s'agit d'une maison gothique du XVIe siècle avec une tour ronde contenant un escalier à vis en pierre, une échauguette et des fenêtres à meneaux et une petite tourelle.

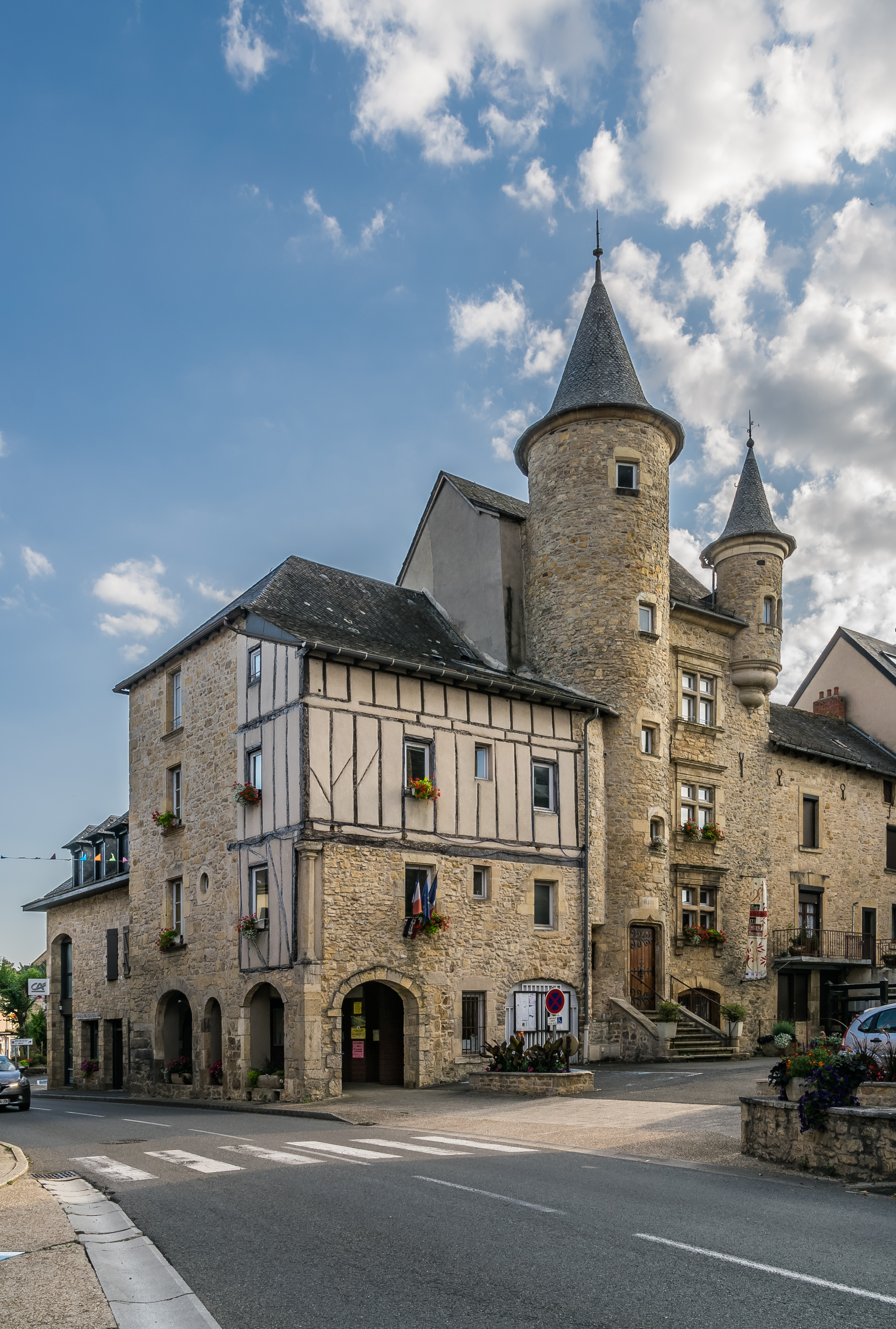

- Église romane du XIIIe siècle, dédiée à saint Géraud. Depuis sa création, elle a subi de multiples transformations. Une partie de l'édifice roman a été conservé : un portail à deux voussures ainsi que des piliers et des murs. Des travaux en 1976 ont permis de découvrir les restes d'une église à trois nefs. Quelques spécificités remarquables : une collection de chasubles sacerdotales des XVIIIe et XIXe siècles, une statue de sainte Émilie de Rodat, un retable baroque restauré, le clocher fortifié du XVe siècle.
- Chapelle de la Carreyrie.
- Musée Cavaignac-Gladin d'art chinois et faïences anciennes
- Château de la Garinie
- Monument aux morts
- Fontaine d'Hervé Vernhes, symbolisant l'arrivée des eaux d'Aubrac sur le plateau de Montbazens
- Vieille porte du Barri, vestige de l'enceinte fortifiée du prieuré
- Tailleur de pierre de Rémy Teulier

### Personnalités liées à la commune
- Marthe Oulié (1901-1941), écrivain, connue pour son ouvrage Cinq filles en Méditerranée (1925), relatant le périple qu’elle entreprit avec Ella Maillart, Hermine de Saussure (mère de l’actrice Delphine Seyrig) et deux autres amies.
- Marius Garric, maître d'école à Peyrusse-le-Roc[55] et ancien maire de Montbazens (1946 - 1971), fondateur du syndicat intercommunal  Montbazens-Rignac d'adduction d'eau[56].

### Héraldique
| Blason de la commune de Montbazens | Les armes de la commune de Montbazens se blasonnent ainsi : De gueules au lion d'argent, la queue fourchée, surmonté d'un croissant versé du même et soutenu d'une étoile d'or. |

Spécialité culinaire :
Le massepain de Montbazens